# Jaroslav Poříz
Jaroslav Poříz (* 12. července 1973) je český ekonom a bývalý reprezentant v sumó.
Vystudoval finančnictví v USA. V Japonsku se věnoval sumó a získal zápasnické jméno ŠiroiKuma (Bílý Medvěd). Založil a vedl Český svaz sumó. Na amatérském mistrovství světa v tomto sportu byl finalistou kategorie bez rozdílu vah v letech 2006 a 2008. Jako první amatér mimo Japonsko získal titul jokozuna. Později byl distancován za porušení dopingových pravidel.
Byl zástupcem šéfredaktora Hospodářských novin, pracoval pro Unipetrol a Českou exportní banku. Od roku 2016 je zaměstnancem Raiffeisenbank, kde od roku 2019 vede oddělení pohledávek.
Jeho manželkou je moderátorka Lucie Výborná.